# جيمس دوتون
جيمس دوتون (بالإنجليزية: James Dutton (astronaut))‏ (و. 1968 – م) هو ضابط، ورائد فضاء من الولايات المتحدة الأمريكية . ولد في يوجين، أوريغون .

## ريادة الفضاء
شارك في المهمات الفضائية:
- STS-131.

## التعليم
تعلم في U.S. Air Force Test Pilot School، وجامعة واشنطن، وأكاديمية سلاح الجو الأمريكي

## الخدمة العسكرية
خدم في القوات الجوية الأمريكية.